# 海関金単位兌換券

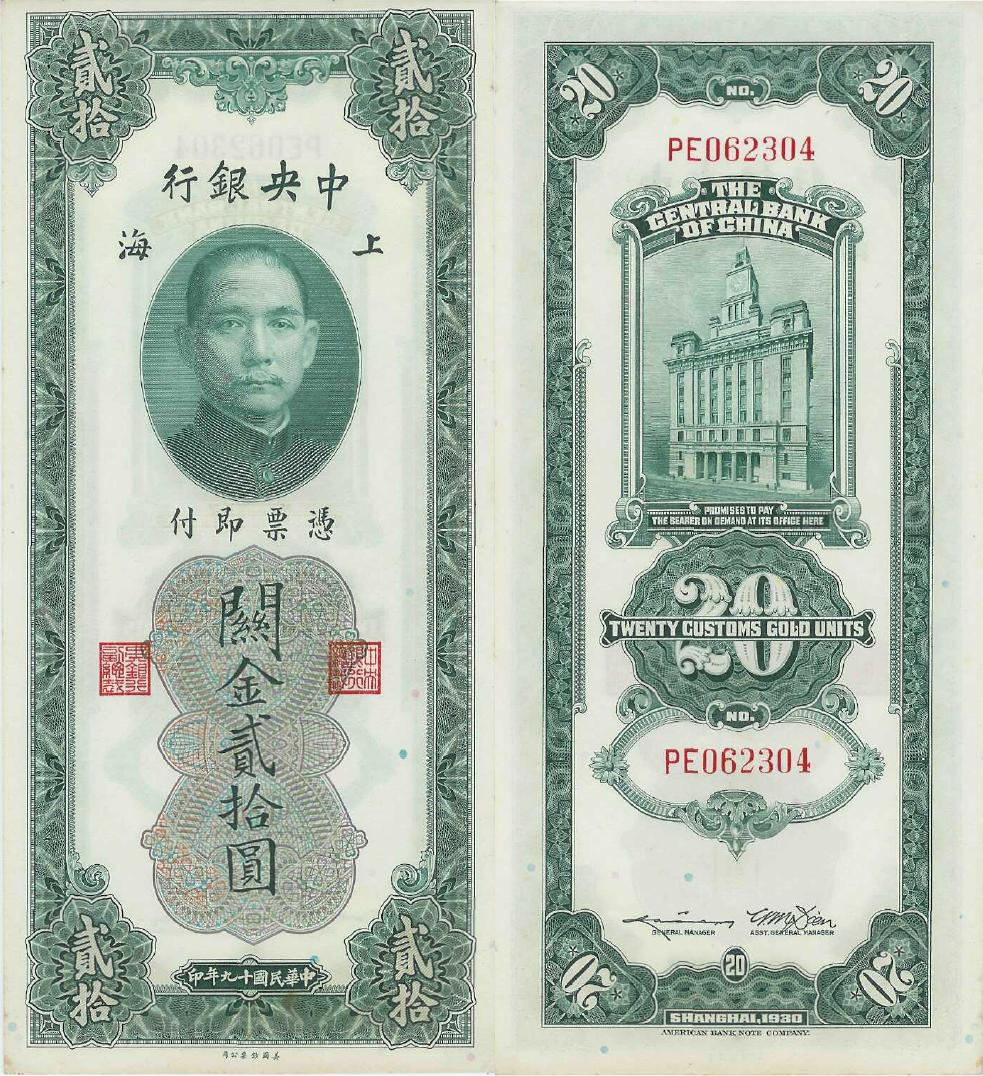
20元札

海関金単位兌換券、略称は関金券、は中華民国国民政府の税関が税収を計算する金本位制単位である。中央銀行はその後、関金券を発行し、関税を収納し、通貨になった。
関金券は1931年から発行を開始した。1942年、関金券は法幣と自由交換できるようになった。1947年1月16日、新関金券の発行が開始され、法幣との交換レートは1：20と定められた:8268。1948年金円券が発行したのち、関金券は法幣とともに流通が停止された。